# Virginie Lemoine
 (juillet 2013).
Si vous disposez d'ouvrages ou d'articles de référence ou si vous connaissez des sites web de qualité traitant du thème abordé ici, merci de compléter l'article en donnant les références utiles à sa vérifiabilité et en les liant à la section « Notes et références ».
Pour les articles homonymes, voir Lemoine.
Virginie Lemoine, née le 26 février 1961 à Paris, est une humoriste et comédienne française.

## Biographie
Le père de Virginie Lemoine est architecte ; sa mère est peintre et décède lorsque Virginie a dix ans. À la suite de ce décès, Virginie Lemoine est principalement élevée par son frère. Elle fait son apprentissage au conservatoire de Rouen, se passionne pour le théâtre et finit par produire une pièce, Les Ginettes, avec la chanteuse lyrique Véra Cirkovic en 1982.
Elle apparaît notamment au Edinburgh Festival Fringe, et au festival d'Avignon, puis accompagne Jean-Louis Kamoun dans sa tournée. Elle peaufine par ailleurs des sketchs sur la petite scène du Piano-Zinc, fameux bar-cabaret homosexuel des années 1980 où elle travaille occasionnellement.
Elle se lie d'amitié avec Jacques Martin qui la convie à participer à son émission Ainsi font font font de 1990 à 1992. Préalablement, elle se produit en 1989 au Théâtre des Blancs Manteaux dans la pièce 100 % Polyamide.
Ses débuts à la radio commencent en 1990 sur France Inter avec l'émission Le Vrai-Faux Journal de Claude Villers où elle fait la connaissance de Laurent Gerra et en 1991 avec l'émission C'est aussi bien à l'ombre. Elle débute à la télévision sur FR3, puis France 3, dans l'émission La Classe présentée par Fabrice.
Entre 1992 et 1995, elle est une fervente chroniqueuse de l'émission Rien à cirer de Laurent Ruquier où elle forme un duo avec Laurent Gerra. 
À partir de là, ils participent communément à l'émission Ainsi font font font. Ils sont alors embauchés par Michel Drucker dans son émission Studio Gabriel. Ils tiennent une rubrique spéciale baptisée Les Zaptualités, où ils décortiquent avec humour les dernières nouvelles du monde.
Ensuite ils participent à l'émission Faites la fête, animée par Michel Drucker.
Elle présente également La Grosse émission sur la chaîne Comédie ! en 1998 durant quelques mois en compagnie des Robins des Bois.
Virginie Lemoine n'oublie pas le théâtre, puisqu'elle s'engage dans la pièce Le Syndrome de Madame Chiasson, mise en scène par Alain Sachs produite au Point Virgule de 1993 à 1995.
Puis en 2000, elle se produit au Petit Palais dans Virginie Lemoine en spectacle.
Elle est aussi mère de famille dans la série française Famille d'accueil. Dans chaque épisode, elle vient en aide à un enfant accueilli chez elle, tout en gérant sa propre famille.
En septembre 2007, elle a rejoint la bande de Laurent Ruquier sur Europe1 dans On va s'gêner de 16 heures à 18 heures.
En 2008, elle joue Un Banc à l'Ombre de Sacha Peron, au côté d'Anaïs Maro, dans une mise en scène de Xavier Jaillard.
La même année, elle est reçue à l'Académie Alphonse-Allais.
Elle écrit et met en scène La Diva A Sarcelles, nommé aux Molières en 2010 et qui reçoit le prix du meilleur spectacle musical, ainsi que le prix du meilleur spectacle musical au Festival Off, à Avignon, en 2015.
Elle participe également entre 2010 et 2011 à l'émission de Laurent Ruquier On n'demande qu'à en rire sur France 2 en tant que membre du jury. En 2012, elle y revient dans un sketch d'Arnaud Tsamere où elle joue une enseignante.
Elle écrit et met en scène Brigitte, directeur d'agence la même année. La pièce est créée en Suisse, puis jouée au Vingtième Théâtre.
L'année suivante, Virginie Lemoine adapte au Théâtre de la Huchette Le Bal d'Irène Nemirovsky. Après une tournée et un passage au festival d'Avignon entre 2015 et 2016, ce spectacle est redonné à Paris au Théâtre Rive Gauche en 2017.
Elle écrit et met également en scène Les Maurices Girls avec Marie Chevalot.
En 2016, au Vingtième Théâtre, elle présente sa mise en scène, 31 (présenté au festival d'Avignon), que l'on retrouve en 2017, au Théâtre des Champs Élysées.
À partir de 2017, elle met en scène différentes pièces au Festival Off d'Avignon, reprises par la suite au Théâtre La Bruyère de Paris : Chagrin pour soi, ou Suite française avec Florence Pernel et Béatrice Agenin.
Dans Piège mortel, elle partage l'affiche avec Nicolas Briançon. Spiridon Superstar, monté à l'hiver 2019, est actuellement sa dernière mise en scène.

### Vie privée
Virginie Lemoine a été mariée à Alexandre Bonstein (chanteur et acteur).
Elle fut la compagne de Laurent Gerra de 1991 à 1997. Actuellement, elle partage sa vie avec le comédien Darius Kehtari.

## Filmographie

### Cinéma
- 1996 : Golden Boy de Jean-Pierre Vergne
- 1995 : Les Deux Papas et la Maman de Jean-Marc Longval
- 1996 : Un mois de réflexion de Serge Moati
- 1997 : Petite Menteuse de Thierry Chabert
- 1998 : La Tresse d'Aminata de Dominique Baron
- 1999 : Tombé du nid d'Édouard Molinaro
- 1999 : Le Mystère Parasuram de Michel Sibra
- 2000 : Tania Borealis ou l'étoile d'un été de Patrice Martineau
- 2002 : Ma femme s'appelle Maurice de Jean-Marie Poiré (Marion Audefey)
- 2019 : Salauds de pauvres (film à sketches)

### Télévision

#### Séries télévisées
- 2001 - 2016 : Famille d'accueil : Marion Ferrière
- 2019 : Nina, saison 5 épisode 8 (L'éternel retour) de Jérôme Portheault : Marie-Pierre Legendre
- 2021 : Cassandre, saison 5 épisode 3 (Les compagnons) : Nathalie

#### Téléfilms
- 2015 : La boule noire de Denis Malleval : Nora Ferreira
- 2018 : Les Disparus de Valenciennes de Elsa Bennett et Hyppolyte Dard : Marianne Raguenelle

## Théâtre

### Comédienne
- 1999 : Mariages et conséquences d'Alan Ayckbourn, mise en scène Catherine Allary, Théâtre de la Renaissance
- 2004 : Les Monologues du Vagin., mise en scène d'Isabelle Rattier, Palais des Glaces.
- 2006 : Si c'était à refaire de Laurent Ruquier, mise en scène Jean-Luc Moreau, Théâtre de la Renaissance
- 2009 : Tout le plaisir est pour nous de Ray Cooney, mise en scène par Rodolphe Sand
- 2017 : Piège mortel de Ira Levin, adaptation Gérald Sibleyras, mise en scène Éric Métayer, théâtre La Bruyère
- 2018 : Meurtre mystérieux à Manhattan de Woody Allen, mise en scène Elsa Royer, festival Off d'Avignon
- 2019 : Comme en 14 de Dany Laurent, mise en scène Yves Pignot, théâtre La Bruyère
- 2019 : Spiridon Superstar, en tournée
- 2020 - 2022 : Oscar de Claude Magnier, mise en scène Antony Mettler, tournée
- 2022 : Black Comedy de Peter Shaffer, mise en scène Grégory Barco, Le Splendid

### Metteur en scène
- 2009 : La Diva A Sarcelles de Virginie Lemoine
- 2013 : Le Bal d'après le roman d'Irène Némirovsky, théâtre de la Huchette.
- 2013 : Brigitte, directeur d'agence[3]
- 2015 : La Diva A Sarcelles de Virginie Lemoine
- 2016 : 31, comédie musicale de Gaétan Borg, Stéphane Laporte et Stéphane Corbin.
- 2017 : Le Bal d'après le roman d'Irène Némirovsky, théâtre Rive Gauche.
- 2017 : Chagrin pour soi, écrit et mis en scène avec Sophie Forte, théâtre Buffon au festival Off d'Avignon puis au Théâtre La Bruyère
- 2018 : Suite française, d'après le roman d'Irène Némirovsky, théâtre du Balcon au festival Off d'Avignon puis au Théâtre La Bruyère
- 2018 : Tempête en juin, co-adaptation avec Stéphane Laporte, d'après le roman d'Irène Némirovsky, Théâtre La Bruyère
- 2019 : Nos années parallèles, texte de Stéphane Corbin, théâtre Buffon au festival Off d'Avignon
- 2019 : Spiridon Superstar, co-adaptation avec Laury André, en tournée
- 2022 : La Vie est une fête, texte de Lilian Lloyd avec Julien Aluguette, Théâtre Actuel au festival Off d'Avignon
- 2023 : Dolores, avec Olivier Sitruk et François Feroleto Festival off d'Avignon
- 2024 : Un air de fête théâtre des Gémeaux Festival d'Avignon